# Barrio del Puerto (metropolitana di Madrid)
Barrio del Puerto è una stazione della linea 7 della metropolitana di Madrid.
Si trova sotto alla Avenida de España, nel comune di Coslada.

## Storia
La stazione fu inaugurata il 5 maggio 2007.

## Accessi
Vestibolo Barrio del Puerto
- Avda. España Avenida de España
- Ascensor (Ascensore) Avenida de España